# Planktothrix
Planktothrix ist eine Gattung fädiger Cyanobakterien, oder „Blaualgen“. Typspezies der Gattung ist  Planktothrix agardhii (Gomont) Anagnostidis & Komárek. Der aus dem Griechischen abgeleitete Name bedeutet frei "im Wasser umherirrendes Haar". Im Jahr 2002 wurde die Gattung von S. Suda neu geordnet, einzelne Arten der Gattung wurden vorher der Gattung Oscillatoria zugeordnet.

## Merkmale
Planktothrix wächst, wie für die Oscillatoriales typisch, in langen unverzweigten Zellfäden, auch Filamente genannt. Innerhalb der Gattung werden weder Akineten noch Heterozysten gebildet. Die Filamente sind begrenzt mobil und zeigen Phototaxis.

## Ökologie
Spezies dieser Gattung leben meist im Plankton und verfügen dann über Gasvesikel, um sich innerhalb der Wassersäule einzuschichten. Einige dieser Arten, wie beispielsweise die Burgunderblutalge, können nach massenhafter Vermehrung aufgrund enthaltener Toxine eine Gefährdung für Wasserlebewesen darstellen und die Trinkwasserversorgung beeinträchtigen.

## Arten
- Planktothrix agardhii, Bündel-Schwingalge
- Planktothrix rubescens, Burgunderblutalge
- Planktothrix isothrix
- Planktothrix mougeotii
- Planktothrix pseudoagardhii

## Weiterführende Literatur
- Lauren N. Hart, Brittany N. Zepernick, Kaela E. Natwora, Katelyn M. Brown, Julia Akinyi Obuya, Davide Lomeo, Malcolm A. Barnard, Eric O. Okech, E. Anders Kiledal, Paul A. Den Uyl, Mark Olokotum, Steven W. Wilhelm, R. Michael McKay, Ken G. Drouillard, David H. Sherman, Lewis Sitoki, James Achiya, Albert Getabu, Kefa M. Otiso, George S. Bullerjahn, Gregory J. Dick et al.: Metagenomics reveals spatial variation in cyanobacterial composition, function, and biosynthetic potential in the Winam Gulf, Lake Victoria, Kenya. In: Applied and Environmental Microbiology, Band 91, Nr. 2, 8. Januar 2025; doi:10.1128/aem.01507-24 (englisch). Dazu:
  - Morgan Sherburne: This Algae Is Taking Over Lakes and It’s Worse Than You Think. Auf: SciTechDaily vom 24. Februar 2025.

## Belege